# Église Saint-François d'Antigua Guatemala
Pour les articles homonymes, voir église Saint-François.
L’église Saint-François est une église située à Antigua Guatemala au Guatemala, que l’Église catholique rattache à l’archidiocèse de Santiago de Guatemala. L’église est connue comme le lieu d’inhumation de Pierre de Betancur, et est reconnue à ce titre comme sanctuaire archidiocésain.